# Livoliella luzonica
Livoliella luzonica es una especie de insecto coleóptero de la familia Chrysomelidae.
Fue descrita científicamente en 1997 por Medvedev.